# Valea Perjei, Taraclia
Valea Perjei este un sat din raionul Taraclia, Republica Moldova. Populația are o majoritate de bulgari.

## Demografie

### Structura etnică
Structura etnică a localității conform recensământului populației din 2004:
| Grup etnic                                               | Populație | % Procentaj  |
| -------------------------------------------------------- | --------- | ------------ |
| Bulgari                                                  | 3792      | 76,05%       |
| Băștinași declarați Moldoveni Băștinași declarați Români | 965 1     | 19,35% 0,02% |
| Găgăuzi                                                  | 88        | 1,76%        |
| Ucraineni                                                | 62        | 1,24%        |
| Ruși                                                     | 53        | 1,06%        |
| Țigani                                                   | 10        | 0,20%        |
| Alții                                                    | 15        | 0,30%        |
| Total                                                    | 4986      |              |

## Administrație și politică
Componența Consiliului local Valea Perjei (13 consilieri), ales la 5 noiembrie 2023, este următoarea:
|  | Partid                                       | Consilieri | Componență | Componență | Componență | Componență | Componență | Componență | Componență | Componență | Componență | Componență | Componență | Componență |
|  | -------------------------------------------- | ---------- | ---------- | ---------- | ---------- | ---------- | ---------- | ---------- | ---------- | ---------- | ---------- | ---------- | ---------- | ---------- |
|  | Partidul Socialiștilor din Republica Moldova | 12         |            |            |            |            |            |            |            |            |            |            |            |            |
|  | Candidat independent VADIM JELEV             | 1          |            |            |            |            |            |            |            |            |            |            |            |            |